# Jay Emmanuel-Thomas
Jay Aston Emmanuel-Thomas (Londra, 27 dicembre 1990) è un calciatore inglese, attaccante o ala svincolato.

## Carriera

### Club
Ha fatto parte dell'accademia dell'Arsenal dal 1998 al 2008.
Dopo 2 brevi parentesi al Blackpool e allo Scunthorpe United, è tornato a Londra dove fa parte della squadra riserve dell'Arsenal. Il 27 luglio 2011 l'Arsenal, attraverso il suo sito ufficiale, comunica di averlo ceduto a titolo definitivo all'Ipswich Town, squadra militante in Football League Championship, per una cifra attorno a 1,5 milioni di euro. All'Ipswich segna 8 gol in 70 partite; successivamente il "JET" passa al Bristol City.
In seguito ha giocato anche nella prima divisione scozzese ed in quella indiana.

### Nazionale
Ha giocato nelle nazionali giovanili inglesi Under-17 ed Under-19.

## Palmarès

### Club

#### Competizioni giovanili
- FA Youth Cup: 1

Arsenal: 2008-2009

#### Competizioni nazionali
- Football League Trophy: 1

Bristol City: 2014-2015
- Football League One: 1

Bristol City: 2014-2015